# Ferdinandea

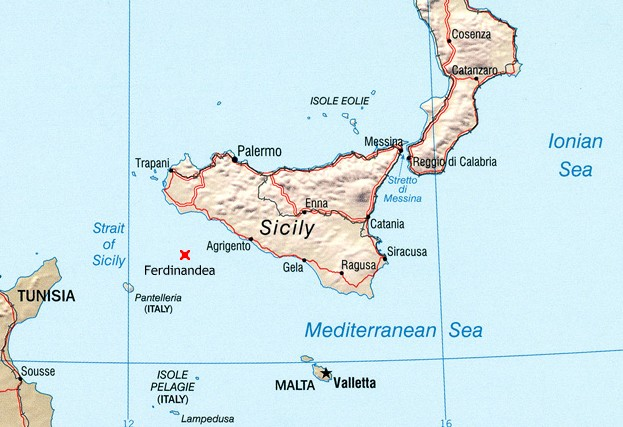
Localização aproximada da ilha de Ferdinandea.

Ferdinandea (ou alternativamente Graham Island ou Île Julia) foi a ilha vulcânica que se formou durante os meses de julho e agosto de 1831 em resultado da erupção de um vulcão submarino, agora denominado vulcão Empédocles, sito a cerca de 30 km a sul da Sicília. Na sua dimensão máxima, a ilha teve 4 km² de área e uma altitude máxima de 65 m acima do nível médio do mar. Quando a ilha surgiu inopinadamente das águas desencadeou-se um conflito diplomático em torno da determinação da soberania sobre a ilha, envolvendo quatro Estados: a Grã-Bretanha, a França, a Espanha e o Reino de Nápoles. O conflito ainda não tinha sido resolvido quando em Janeiro do ano imediato a ilha, tão depressa como tinha surgido, desapareceu erodida pelo mar e vítima do assentamento dos fundos e dos materiais que a compunham. Actualmente um simples monte submarino, as erupções do vulcão Empédocles já por várias vezes o fizeram emergir acima do nível médio do mar. Sempre que isto aconteceu, a erosão marinha tem desmantelado rapidamente a ilha formada, fazendo-a desaparecer novamente sob as ondas. Na actualidade o Banco Graham, nome pelo qual é conhecida a plataforma rochosa submarina existente na zona, é um vasto baixio com uma profundidade mínima de 6 metros.

## História

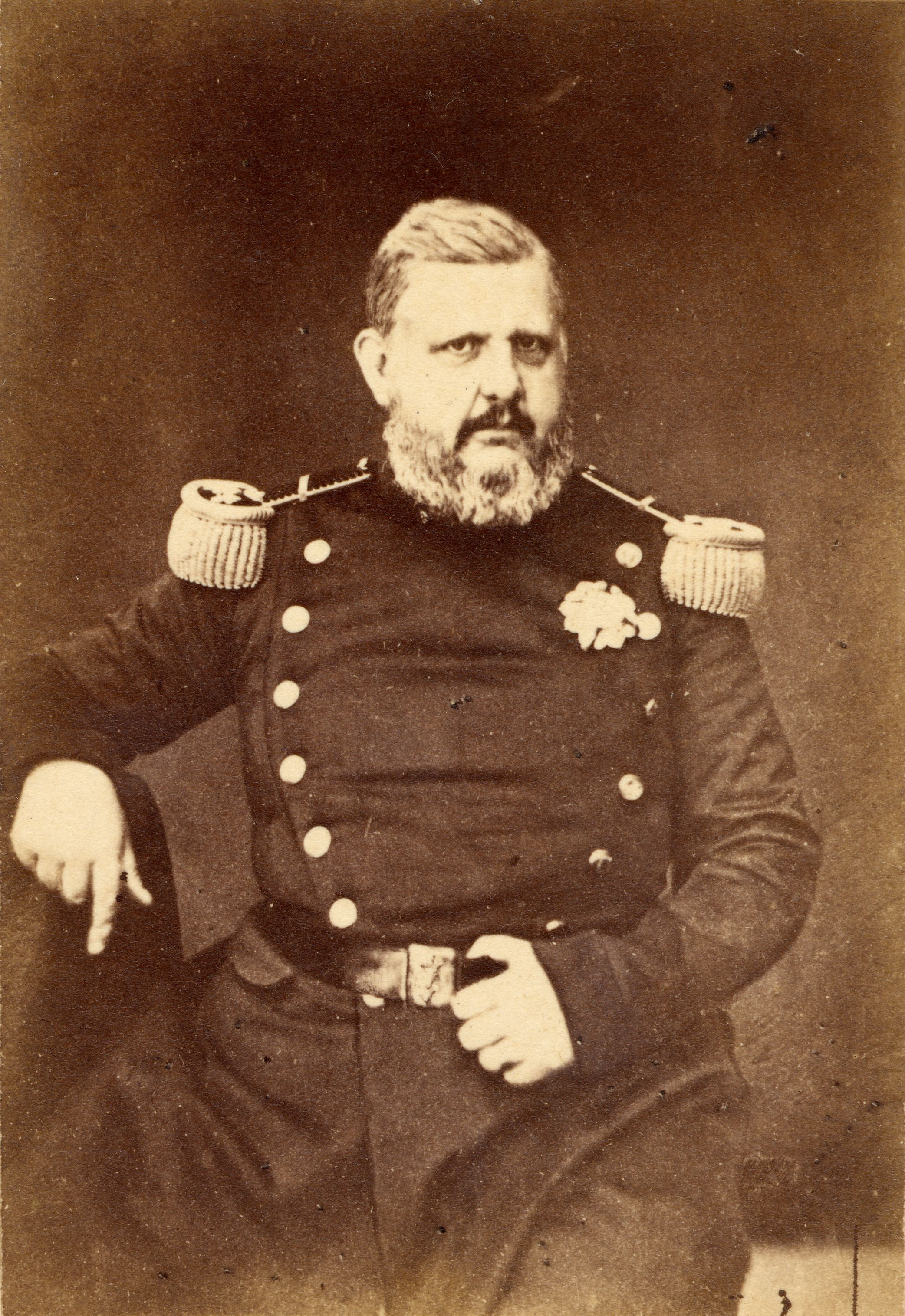
Fernando II das Duas Sicílias, em cuja homenagem a ilha foi batizada

Ferdinandea faz parte do sistema vulcânico denominado Campi Flegrei del Mar di Sicilia (Campos Flegreus do Mar da Sicília), localizado entre a Sicília e a costa da Tunísia, sob as águas do Mediterrâneo central. Nesta região existem múltiplos vulcões submarinos, dando origem a uma extensa cadeia de montes submarinos e a algumas ilhas, entre as quais a de Pantelleria.
Os relatos mais antigos que se conhecem da actividade vulcânica na região da ilha Ferdinandea datam dos tempos da Primeira Guerra Púnica, havendo desde essa época notícia de quatro ou cinco episódios de aparecimento e desaparecimento da ilha. Várias erupções foram registadas naquela região desde o século XVII
A última grande erupção do vulcão Empédocles iniciou-se na noite de 10 para 11 de Julho de 1831, construindo uma grande ilha de tefra, que emergiu rapidamente do mar à medida que a erupção foi progredindo. Localizada numa zona estratégica, a ilha emergiu num período crítico da história do Mediterrâneo, numa altura em que diversas potências, com destaque para o Reino Unido e a França, e os nascentes reinos italianos procuravam consolidar o seu domínio sobre a zona.
Assim, quando na ilha surgiu inopinadamente das águas, desencadeou-se um conflito diplomático em torno da determinação da soberania sobre a ilha, envolvendo quatro Estados: o Reino Unido, a França, a Espanha e o Reino de Nápoles.
Descoberta a existência da ilha, o primeiro Estado que reclamou a sua soberania foi o Reino Unido, então a superpotência marítima que, com a sua poderosa armada, a Royal Navy, dominava os mares, incluindo o Mediterrâneo. A nova ilha foi chamada de Graham Island e declarada território de Sua Majestade Britânica.
Sabendo deste desenvolvimento, o rei de Nápoles, Fernando II das Duas Sicílias, apressou-se a ordenar a ocupação da ilha, à qual foi atribuído, em sua honra, o nome de Ferdinandea. Enviando para a região alguns dos seus navios, Fernando II conseguiu com alguma credibilidade reclamar a ilha como território do reino dos Bourbons napolitanos, razão pela qual o nome de Ferdinandea é hoje considerado como o nome oficial da ilha.
Perante a presença de navios e interesses britânicos na zona, a França viu-se obrigada a intervir, pelo que a marinha francesa também realizou um desembarque na ilha, dando-lhe o nome, por ter surgido em Julho, de Île Julia. O interesse francês pelo evento levou a que, apesar da sua vida efémera, a ilha fosse estudada pelo geólogo francês Constant Prévost, que, acompanhado por um artista que a pintou, pôde visitá-la durante o mês de Julho de 1831, tendo escrito um detalhado relatório que foi publicado no Bulletin de la Société Géologique de France.
Para não ficar atrás, também a Espanha se declarou parte interessada no processo, reclamando para si a soberania sobre ilha.
A curta erupção levara à criação de uma ilha com cerca de 4 km² de área. Contudo, devido ao seu carácter freatomagmático, a erupção foi de alta explosividade, pois o contacto entre água e a lava incandescente levou à produção de vapor sobreaquecido que, ao expandir-se, produziu depósitos não consolidados de tefras constituída por escórias e cinzas vulcânicas muito leves. Estes depósitos são em extremo vulneráveis à acção erosiva das ondas.
Em resultado, apenas a erupção cessou a ilha entrou em rápida recessão, desaparecendo completamente em janeiro de 1832, ainda antes do problema da determinação sua soberania ser resolvido entre os Estados contendores. Tal como acontecera em 1811 com a ilha Sabrina, nos Açores, por desaparecimento do objecto da disputa ficava encerrada sem vencedores nem vencidos a contenda internacional gerada.
Em 1846 e em 1863 voltaram a surgir ilhotas efémeras na zona, aparecendo e desaparecendo em poucos dias. Dessa atividade permanece apenas o banco submarino e os múltiplos nomes que ao longo dos tempos foram sendo dados às ilhas: Julia, Giulia, Nerita, Corrao, Hotham, Graham, Sciacca e Ferdinandea, entre outras.
As erupções da ilha, em especial a de 1831, desencadearam um grande interesse na opinião pública e na comunidade científica, com múltiplas expedições científicas, e mesmo algum turismo incipiente, a serem organizadas para a visitar. A ilha também serviu de inspiração a diversos autores como Jules Verne (Les  mirifiques aventures de maître Antifer), Alexandre Dumas (Le Spéronare) e Fenimore Cooper (Crater). Até à actualidade o assunto continua a inspirar obras de carácter histórico e de ficção: exemplo disso é a novela Jingo, da autoria de Terry Pratchett, que descreve acontecimentos similares aos ocorridos aquando do aparecimento de Ferdinandea.

## Actividade recente
Após a erupção de 1831 o vulcão tem permanecido relativamente inactivo, com o seu cume apenas 8 m abaixo da superfície do mar. Em 1986, durante o bombardeamento norte-americano feito contra Tripoli, foi alegadamente bombardeado por um avião da Força Aérea dos Estados Unidos que o confundiu com um submarino líbio.
Um recrudescer da actividade sísmica em torno de Ferdinandea registado durante o ano de 2002 levou vulcanologistas a especular que estaria iminente nova erupção na região. Para evitar uma reedição da disputa sobre a soberania, mergulhadores italianos terão colocado então uma bandeira da Itália no topo do monte submerso. Contudo, a precaução revelou-se inútil já que não houve erupção, permanecendo o cume de Ferdinandea cerca 6 metros abaixo do nível do mar.